# Срећно, Чарли
Срећно, Чарли америчка је телевизијска серија која се од 4. априла 2010. до 16. фебруара 2014. приказивала на Дизни каналу. Креатори серије, Фил Бејкер и Дру Вупен, желели су да направе серију која би привукла целу породицу, не само децу. Серија се фокусира на породицу Данкан из Денвера, који се прилагођавају на рођење четвртог и петог детета, Шарлот „Чарли” и Тобија. У свакој епизоди, Теди Данкан, додаје видеодневнике који садржи савете за Чарли о њиховој породици и животу као тинејџера. Теди покушава да покаже Чарли шта би могла проћи када буде старија. Сваки видео дневник завршава са Теди (или неким другим чланом породице, чак и Чарли) која изговара епонимну реченицу: „Срећно, Чарли”.
Између осталих одлука, руководиоци су укључивали сцене са фокусом на одрасле и променили наслов серије од Упс до љубави, Теди и коначно до Срећно, Чарли како би осигурали да ће серија бити привлачна свим члановима породице. У марту 2011, изашао је  дугометражни божићни филм базиран на серији, под називом Срећно, Чарли, Божић је!, почела је производња за премијерну у децембру 2011. године.
У јуну 2013, Дизни канал је најавио да ће се серија завршити након емитовања четврте сезоне. Финале је емитовано 16. фебруара 2014, са једночасовном епизодом.
У Србији, Црној Гори, Републици Српској и Северној Македонији серија је премијерно приказана од 2012. до 2014. године на Дизни каналу, титлована на српски језик. Титлове је радио студио Ес-Ди-Ај мидија.

## Радња
Тинејџери Теди и Пи Џеј Данкан, са својим десетогодишњим братом Гејбом, принуђени су да помогну у одрастању најновијем додатку њихове породице, Шарлот „Чарли” Данкан, када се њихови рофитељи врате на посао. Са својим родитељима који жонглирају са пуним радним временом, упознају се са формулом за бебе, мењањем пелена, одећом и чувањем деце док живе типичним тинејџерским животом.

## Епизоде
| Сезона | Сезона | Епизоде | Премијерно приказивање (САД) | Премијерно приказивање (САД) | Премијерно приказивање (Србија) | Премијерно приказивање (Србија) |
| Сезона | Сезона | Епизоде | Прва епизода                 | Последња епизода             | Прва епизода                    | Последња епизода                |
| ------ | ------ | ------- | ---------------------------- | ---------------------------- | ------------------------------- | ------------------------------- |
|        | 1      | 26      | 4. април 2010.               | 30. јануар 2011.             | TBA                             | TBA                             |
|        | 2      | 30      | 20. фебруар 2011.            | 27. новембар 2011.           | TBA                             | TBA                             |
|        | 3      | 21      | 6. мај 2012.                 | 20. јануар 2013.             | TBA                             | TBA                             |
|        | 4      | 20      | 28. април 2013.              | 16. фебруар 2014.            | TBA                             | TBA                             |

## Ликови
- Теди Данкан (Бриџит Мендлер) је лепа, паметна и духовита. Она се јако труди да те особине пренесе на Чарли. За Чарли снима видеодневник и у њима снима догађаје у кући и даје савете, а на крају обично каже „Срећно, Чарли”. Има најбољу другарицу Ајви која такође уме да буде веома смешна и духовита. Она је заљубљена у Спенсера, са којим касније ступа у везу. Сваки већи догађај озваничи видеодневником који је поменут, мада често у кадар упадне неки члан породице Данкан и направи неку смешну сцену.
- Ејми Данкан (Ли-Елин Бејкер) је мајка Пи Џеја, Теди, Гејба, Чарли и Тобија. Она је одувек желела постати глумица. Стално говори деци како јој је било у средњој школи и колеџу, што њих нервира. Јако жели бити на телевизији, а када Теди добије прилику онда стално покушава упасти у улогу или испред камере.
- Фабријел „Гејб” Данкан (Бредли Стивен Пери) је средње дете Данканових. Од самог почетка Гејб не одобрава долазак Чарли и последњи је члан породице који се навикава на њу, али коначно стиже до тачке невоље помоћи у њеној нези и демонстрирајући своју наклоност према њој. Не подноси госпођу Дабни која је њихова комшиница и он њој ради разне несташлуке.
- Шарлот „Чарли” Данкан (Миа Телерико) је претпоследење дете Данканових. Чарли више прича у трећој сезони. Рано је научила да хода. Чарли и Тоби деле исти рођендан. Она не воли Тобија, јер мисли да је он преузео сву пажњу Ејми и Боба.
- Боб Вилијам Данкан (Ерик Алан Крејмер) је отац Данканових. Власник је и ради као истребљивач буба у „Бобови бубе нестаните”. Он воли бубе и сваке године присуствује конференцији о бубама. Боб је тренер Гејбовог кошаркашког тима, али га је привремено заменила његова жена. Такође се помиње у „Снежном шоуу: Први део” да Боб и Ејми нису законски венчани јер су их преварили преваранти који су се представљали као судије; они касније имају правну церемонију са свим четворо деце.
- Пи Џеј Данкан (Џејсон Доли) је најстарије дете породице Данкан. Иако је он најстарији, понаша се веома детињасто. Воли да свира електричну гитару, а када то ради, обично је са својим најбољим другом Еметом који свира бубњеве. Пи Џеј воли брзе и веселе песме, те њих увек свира. Он је у почетку живео са остатком Данканових у кући, али се онда преселио код Емета и живео са њим, након тога је и даље проводио доста времена у својој старој кући. У четвртој сезони се уписао на колеџ кувања, јер је првобитни напустио. Имао је девојку Скајлер, са којом је Спенсер преварио Теди пре тога, али се она одселила у Њујорк па су раскинули. У последњој сезони је среће опет и постаје њен дечко по други пут.